# Halucynacja (sztuczna inteligencja)
Halucynacja, sztuczna halucynacja – odpowiedź generowana przez sztuczną inteligencję, która zawiera fałszywe lub wprowadzające w błąd informacje przedstawione jako fakty. Termin ten nawiązuje do psychologii człowieka, gdzie halucynacje zazwyczaj wiążą się z fałszywymi spostrzeżeniami. Istnieje jednak zasadnicza różnica między sztucznymi halucynacjami a halucynacjami w sensie medycznym: halucynacje związane ze sztuczną inteligencją wiążą się z błędnie skonstruowanymi odpowiedziami, a nie doświadczeniami percepcyjnymi.
Chatboty oparte na dużych modelach językowych, jak ChatGPT, mogą umieszczać w generowanej treści losowe, brzmiące wiarygodnie zdania. Szacuje się, że w 2023 r. chatboty halucynowały nawet w 27% przypadków, a błędy rzeczowe występowały w 46% generowanych tekstów.